# Licht coniferenbos

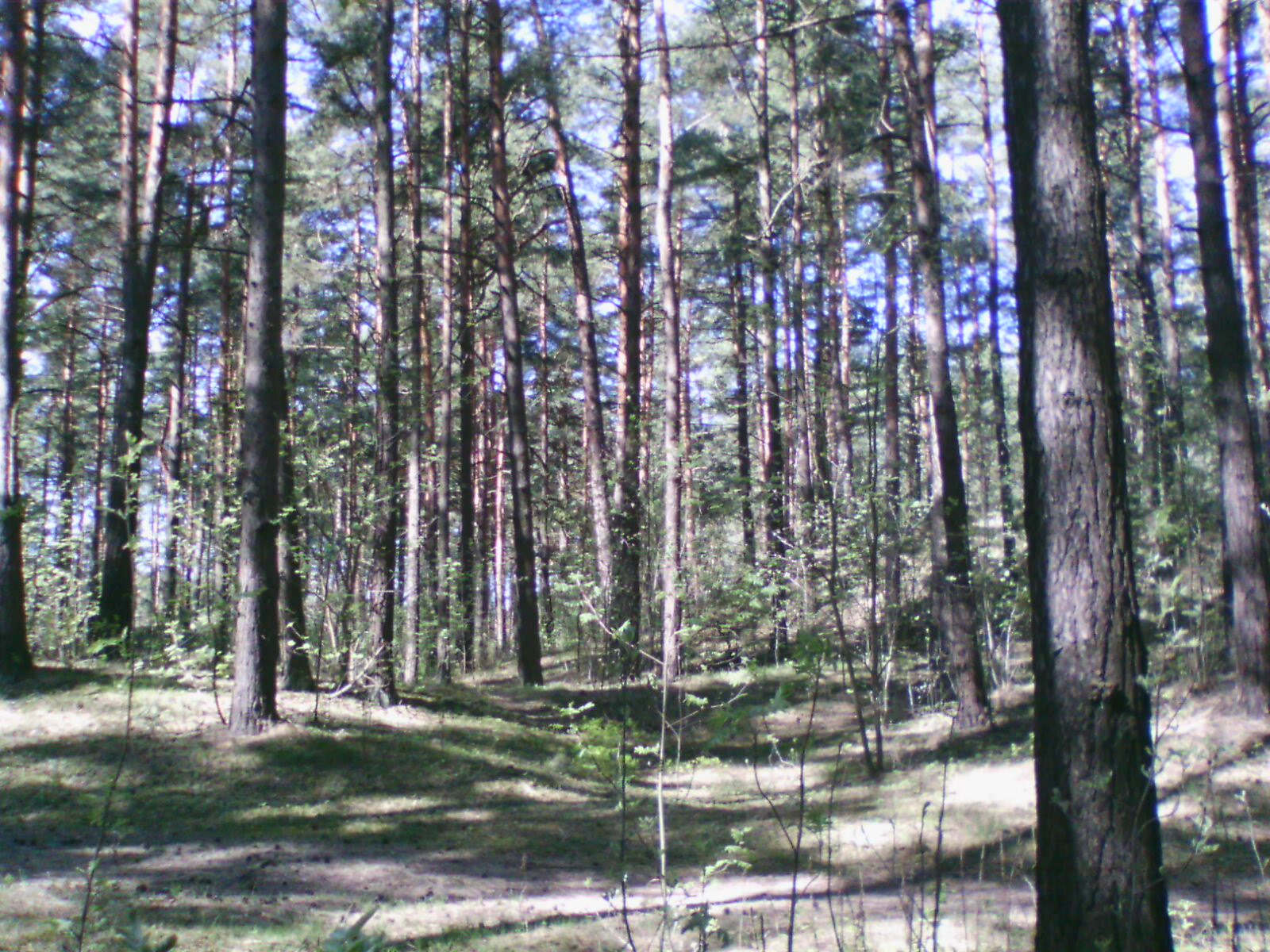
Licht coniferenbos

Licht coniferenbos (Russisch: Светлохвойные леса; Svetlochvojnye lesa) is in Rusland een verzamelbegrip voor de bossen van de taigazone die hoofdzakelijk bestaan uit lichtminnende coniferensoorten; dennen en lariksen. Het bladerdak is minder dicht dan bij donker coniferenbos, zodat meer neerslag de bodem bereikt en de bodem beter wordt verwarmd. Hierdoor is er doorgaans veel meer ondergroei en bodembegroeiing. In sommige bossoorten bevinden zich uitgestrekte gebieden met veel lichtminnende planten. Het bostype komt zowel in de vlakten als in de berggebieden voor en zowel in moerasgebieden als op droge zandgronden. Het ligt als onderdeel van de taiga tussen de toendra en de steppe.
In Europees Rusland overheersen de dennen en in het gebied tussen de Jenisej en de oostkust Siberische lariks en Aziatische lariks. In de voormalige Sovjet-Unie bestond meer dan de helft van de bosoppervlakte uit licht coniferenbos. Buiten Rusland komt dit bostype ook veel voor in Scandinavië en de Verenigde Staten en Canada. Het hout van dit bostype valt onder het naaldhout.